# Schwülper
Schwülper település Németországban, azon belül Alsó-Szászország tartományban. Lakosainak száma 7499 fő (2023. december 31.). Schwülper Wendeburg, Adenbüttel, Vordorf és Braunschweig községekkel határos.

## Népesség
A település népességének változása:
| Lakosok száma | 7159 | 7232 | 7322 | 7312 | 7305 | 7395 | 7499 |
|               | 2016 | 2017 | 2018 | 2019 | 2021 | 2022 | 2023 |